# Knjige dihanja
Knjige dihanja (arabsko كتاب التنفس, Kitab al-Tanafus) so več poznoegipčanskih pogrebnih besedil, katerih namen je bil omogočiti pokojnim osebam, da še naprej obstajajo v onstranstvu. Najstarejša znana kopija je iz obdobja okoli leta 350 pr. n. št. Druge kopije izvirajo iz ptolomejskega in rimskega obdobja egipčanske zgodovine vse do 2. stoletja n. št. Knjiga dihanja je poenostavljena oblika Knjige mrtvih.
Knjige so se izvirno imenovale "Pismo za dihanje, ki ga je Izida napisala za svojega brata Ozirisa", "Prvo pismo za dihanje" in "Drugo pismo za dihanje". Pojavljajo se v številnih različnih kopijah, ki so jih znanstveniki pogosto zamenjevali. V njihovih naslovih je "dihanje" metaforični izraz za vse vidike življenja, za katere je pokojnik upal, da jih bo ponovno doživel v onstranstvu. Besedila spodbujajo različne egipčanske bogove, naj sprejmejo pokojnika v svojo družbo.
Nekateri papirusi, ki naj bi jih ustanovitelj mormonstva Joseph Smith uporabil za prevajanje Abrahamove knjige, so deli Knjig dihanja.